# Arupäälse
Koordinaten: 59° 18′ N, 27° 1′ O
Arupäälse ist ein Dorf (estnisch küla) im Kreis Ida-Viru (Ost-Wierland) im Nordosten Estlands. Seit Oktober 2013 liegt es in der Landgemeinde Lüganuse (Lüganuse vald). Bis zu deren Bildung lag es in der Landgemeinde Maidla (Maidla vald).

## Einwohnerschaft
Das Dorf hat 5 Einwohner (Stand 2000).